# 西藏木瓜海棠
西藏木瓜海棠（學名：Chaenomeles thibetica）俗称西藏木瓜，为蔷薇科木瓜属灌木或小乔木。

## 扩展阅读
維基物種上的相關：西藏木瓜海棠